# 파나마 회의

파나마 회의 참가국 (오른쪽), 1826

파나마 회의는 1826년 시몬 볼리바르가 소집한 회의로, 라틴 아메리카의 신생 공화국들을 한데 모아 거부된 모국 스페인에 대한 통일된 정책을 개발하는 것을 목표로 했다. 6월 22일부터 7월 15일까지 파나마시티에서 개최되었으며, 공동 군대, 상호 방위 조약, 초국가적 의회 회의를 갖춘 아메리카 공화국 연맹의 창설을 제안했다.

## 대표자
파나마 회의는 1824년 12월 7일 리마에서 시몬 볼리바르에 의해 소집되었으며, 볼리바르의 히스패닉-아메리카 통합 이상을 전적으로 공유했던 페루 정부 및 외교부 장관 호세 파우스티노 산체스 카리온이 아메리카 정부들에 초청장을 보냈다.
회의에는 그란콜롬비아(현재의 콜롬비아, 에콰도르, 파나마, 베네수엘라를 포함), 페루, 중앙아메리카 연합주(과테말라, 엘살바도르, 온두라스, 니카라과, 코스타리카를 포함), 그리고 멕시코의 대표자들이 참석했다. 칠레와 남아메리카 연합주(아르헨티나)는 볼리바르의 막대한 영향력을 불신하여 참석을 거부했다. 브라질 제국은 현대 우루과이를 두고 아르헨티나-브라질 전쟁을 벌이고 있었기 때문에 히스패닉 이웃 국가들로부터 적대적인 반응을 예상하여 대표단을 보내지 않았다. 고립주의적인 파라과이(이전 볼리바르의 대표들을 거부했음)는 초대되지 않았다.

## 영국 옵서버
시몬 볼리바르는 또한 라틴 아메리카에 상업적 이해관계를 가지고 있던 영국과 네덜란드 두 유럽 국가를 옵서버로 초청하는 데 동의했다. 영국 정부에 대한 초청은 그 나라에 주요 무역 파트너를 두고 있던 아르헨티나와 칠레의 지원을 자극하려는 의도였다. 영국은 제안을 수락하고 옵서버인 에드워드 제임스 도킨스를 파견했지만, 조지 캐닝 장관의 정확한 지시를 받았다. 즉, 무역 협정을 모색하는 데 국한하고, 그란콜롬비아와 멕시코가 쿠바나 푸에르토리코 섬의 스페인으로부터 독립을 위한 원정을 지원하는 것을 만류하라는 것이었다.

## 네덜란드 옵서버
네덜란드의 옵서버 얀 판 비어는 스페인 아메리카 공화국들과 스페인 사이의 네덜란드 중재를 제안하기 위해 파견되었으나, 필요한 인가를 받지 못했다. 이에 더해 네덜란드 군주국이 어떤 스페인-아메리카 공화국의 독립도 인정하지 않았다는 사실 때문에 네덜란드 대표는 개인 자격으로만 환영받았다.

## 결과
회의에서 나온 거창한 제목의 "연합, 동맹 및 영구 연맹 조약"은 결국 그란콜롬비아만이 비준했으며, 볼리바르의 꿈은 그 나라의 내전, 중앙아메리카의 해체, 그리고 민족주의의 출현으로 곧 회복 불가능하게 무산되었다. 파나마 회의는 미국에서도 정치적 파급 효과를 가져왔다. 존 퀸시 애덤스 대통령과 헨리 클레이 시니어 국무장관은 미국이 회의에 참석하기를 원했지만, 미국은 볼리바르에 대한 압력 때문에만 초대되었다. 히스패닉 아메리카는 대부분 노예 제도를 불법화했기 때문에 미국 남부의 정치인들은 자금을 승인하거나 대표단을 확정하지 않아 임무를 지연시켰다. 결국 출발했음에도 불구하고 두 미국 대표 중 한 명인 리처드 클러프 앤더슨 주니어는 파나마로 가는 도중에 사망했고, 다른 한 명인 존 서전트는 회의가 논의를 마친 후에야 도착했다.
영국은 회의에서 라틴 아메리카 국가들과 많은 유리한 무역 협정을 체결할 수 있었다.

## 같이 보기
- 호세 파우스티노 산체스 카리온

## 내용주
1. ↑  Frances L. Reinhold, "New research on the first pan-American congress held at Panama in 1826." Hispanic American Historical Review 18.3 (1938): 342-363 online.

## 참고 문헌
- Reza, Germán A. "Was France Invited to the Amphictyonic Congress of Panama in 1826? Evidence at the Margins of an International Controversy." Critical History 72 (2019): 27-44. online
- Sanders, Ralph. "Congressional Reaction in the United States to the Panama Congress of 1826." The Americas (1954): 141-154. online
- Germán A. de la Reza, El Congreso de Panamá de 1826 y otros ensayos de integración en el siglo XIX. Estudio y fuentes documentales anotadas, UAM-Eon, México, 2006. ISBN 970-31-0656-0.